# Mikael Mandron
Mikaël Yann Mathieu Mandron (* 11. Oktober 1994 in Boulogne-sur-Mer) ist ein französischer Fußballspieler, der beim FC St. Mirren in der Scottish Premiership unter Vertrag steht.

## Karriere
Mikael Mandron wurde in der nordfranzösischen Hafenstadt Boulogne-sur-Mer geboren. Durch einen Teil der Großeltern, die aus Schottland stammen, besitzt er neben seiner französischen Staatsangehörigkeit auch die britische. Er besuchte zunächst das Leistungszentrum INF Clairefontaine des Französischen Fußballverbandes, etwa 50 km südwestlich von Paris, bevor er die Jugendmannschaften des AC Boulogne-Billancourt durchlief. Im Sommer 2011 wechselte er im Alter von 16 Jahren in die Jugendakademie des AFC Sunderland nach England.
Nach einer Verletzung des Stürmers Steven Fletcher wurde Mandron im März 2013 erstmals in das Training der ersten Mannschaft berufen. Am 29. April 2013 gab Mandron sein Profidebüt bei einer 1:6-Niederlage gegen Aston Villa in der Premier League, nachdem er in der 85. Minute für Danny Graham eingewechselt wurde. Im weiteren Saisonverlauf kam er zu einem weiteren Einsatz unter Paolo Di Canio als Einwechselspieler gegen Tottenham Hotspur. Ohne einen weiteren Einsatz bis zum Jahresende 2013 absolviert zu haben, wurde Mandron ab Januar 2014 bis zum Ende der Saison an den englischen Viertligisten Fleetwood Town verliehen. Sein Debüt gab er am 11. Januar bei einem 1:0-Sieg über Dagenham & Redbridge. Sein erstes Profitor erzielte er am 1. Februar 2014 bei einer 1:2-Niederlage gegen York City. Nach einem Einsatz für Sunderland gegen den FC Liverpool am 10. Januar 2014 in der Liga, wurde Mandron bis zum Ende der Saison an den Viertligisten Shrewsbury Town verliehen. Sein Debüt in Shrewsbury gab er drei Tage später bei einem 1:0-Sieg über AFC Newport County. Er bestritt jedoch nur drei Spiele für den Verein. Im November 2015 wechselte Mandron auf Leihbasis bis in den Januar 2016 in die vierte Liga zu Hartlepool United. Sein Hartlepool-Debüt gab er am 15. November gegen Leyton Orient mit einem 3:1-Sieg. Sein zweites Karrieretor erzielte er am 15. Dezember im Wiederholungsspiel der zweiten Runde des FA Cups gegen Salford City, als er in der 120. Spielminute der Verlängerung traf. Nachdem er sich eine Leistenzerrung zugezogen hatte, beendete Hartlepool seine Leihe Ende Dezember vorzeitig, nachdem der Stürmer in sieben Pflichtspielen ein Tor erzielt hatte. Sunderland gab im April 2016 bekannt, dass Mandron einer von vier Spielern sei, dessen Verträge am Ende der Saison nicht verlängert würden.
Am 14. Juni 2016 unterzeichnete Mandron einen Zweijahresvertrag beim FC Eastleigh aus der National League. Sein Eastleigh-Debüt gab er am 6. August 2016, als er beim 2:1-Sieg gegen den FC Guiseley startete. Seine ersten Tore für den Verein erzielte er am 29. August mit einem Hattrick gegen den FC Bromley bei einem 5:0-Auswärtssieg. In der ersten Hälfte der Saison 2016/17 schoss er zehn Toren in 28 Spielen.
Am 31. Januar 2017 unterzeichnete Mandron einen Vertrag beim Zweitligisten Wigan Athletic gegen eine nicht genannte Ablösesumme. Bis zu dem Ende der Spielzeit kam er jedoch nur dreimal zum Einsatz, einmal in der Startelf und zweimal als Ersatzspieler.
Nach nur drei Einsätzen für Wigan wechselte Mandron im Juli 2017 vorzeitig aus seinem Vertrag heraus, zum Viertligisten Colchester United und unterzeichnete einen Zweijahresvertrag. Sein Debüt gab er am 5. August 2017 bei einer 1:3-Niederlage bei Accrington Stanley. Sein erstes Tor erzielte er am 12. August mit dem Ausgleich beim 1:1-Unentschieden gegen den FC Stevenage. Er wurde zum ersten Mal in seiner Profikarriere vom Platz gestellt, als er bei Colchesters 1:3-Niederlage gegen Cheltenham Town am 16. September 2017 die Rote Karte sah. In der ersten Saison in Colchester erzielte er in 44 Ligaspielen zehn Tore, womit er hinter Sammie Szmodics zweitbester Torjäger der Mannschaft war. In der zweiten Spielzeit traf er in 41 Spielen zweimal.
Nach Ablauf seines Vertrages im Sommer 2019 wechselte Mandron anschließend zum Drittligisten FC Gillingham. In der Saison 2019/20 erzielte er fünf Tore in 23 Partien, darunter einen Doppelpack gegen seinen ehemaligen Verein aus Sunderland am 7. März 2020.
Mandron wechselte im August 2020 innerhalb der dritten Liga weiter zu Crewe Alexandra. Er gab sein Crewe-Debüt bei einer 1:2-Niederlage gegen Lincoln City in der ersten Runde des EFL Cups am 5. September 2020. Seine ersten beiden Tore für Crewe erzielte er im nächsten Spiel, einem 3:2-Sieg bei den Bolton Wanderers in der EFL Trophy am 8. September 2020. Im letzten Spiel der Saison, einem 3:2-Sieg über Shrewsbury Town erzielte er einen Doppelpack. In 42 Ligaspielen konnte der Stürmer elf Tore vorweisen, womit er bester Torjäger der Teams war. In der folgenden Saison erzielte Mandron sieben Toren in 33 Ligaspielen, bevor er sich am 1. Februar 2022 gegen Gillingham eine Knieverletzung zuzog und erst im April 2022 zurück in die Mannschaft kam. Er beendete die Saison gemeinsame mit Chris Long als bester Torschütze der Mannschaft, stieg jedoch mit Crewe in die vierte Liga ab. Seinen Vertrag beim Verein verlängerte er nicht.
Mandron kehrte am 11. Juli 2022 nach Gillingham zurück. Nach einem Tor in 23 Partien wechselte er im Januar 2023 weiter nach Schottland zum Erstligisten FC Motherwell. Nach seinem Ligadebüt in der Scottish Premiership gegen Ross County, traf er im zweiten Spiel im Scottish FA Cup beim 2:0-Sieg gegen FC Arbroath doppelt. In zehn Ligaspielen traf Mandron einmal gegen den FC St. Johnstone.
Im Juli 2023 wechselte er innerhalb von Schottland zum FC St. Mirren.